# Корчагина, Людмила
Людмила Корчагина (род. 26 июля 1971, Свердловск), в замужестве Торнхилл (англ. Thornhill) — российская и канадская легкоатлетка, специалистка по бегу на длинные дистанции и марафону. Победительница и призёрка многих крупных стартов на шоссе в 1990-х, 2000-х и 2010-х годах, участница Игр Содружества в Мельбурне и чемпионата мира в Осаке.

## Биография
Людмила Корчагина родилась 26 июля 1971 года в Свердловске.
Впервые заявила о себе в лёгкой атлетике в 1982 году, когда на соревнованиях в Ленинграде одержала победу в беге на 5000 и 10 000 метров.
В 1994—1996 годах пробежала множество марафонов на территории Франции, в том числе выигрывала Лионский марафон, Нантский марафон и др.
После некоторого перерыва в 2000 году возобновила спортивную карьеру, продолжила выступать на различных марафонских забегах по всему миру и в конечном счёте обосновалась в Канаде — выигрывала здесь многие крупнейшие старты на шоссе, в том числе отметилась победой на Оттавском марафоне.
В 2003 году с результатом 2:30:18 стала второй на Лос-Анджелесском марафоне, уступив на финише только представительнице Украины Татьяне Поздняковой. Также в этом сезоне выиграла Питтсбургский марафон и Далласский марафон, стартовала на Нью-Йоркском марафоне.
В 2004 году выиграла марафоны в Солт-Лейк-Сити, Оттаве, Онтарио и Торонто, финишировала шестой в Лос-Анджелесе.
Получив в июне 2005 года канадское гражданство, начиная с этого времени Корчагина помимо коммерческих стартов начала выступать на различных международных соревнованиях в составе национальной сборной Канады. Так, в этом сезоне она побывала на чемпионате мира по полумарафону в Эдмонтоне, где в личном зачёте заняла 21-е место.
Бежала марафон на Играх Содружества 2006 года в Мельбурне, став с результатом 2:36:43 шестой. Кроме того, вновь выиграла Оттавский марафон, установив свой личный рекорд в данной дисциплине — 2:29:42.
В 2007 году представляла Канаду в марафоне на чемпионате мира в Осаке, но сошла здесь с дистанции и не показала никакого результата. Снова была лучшей в женском зачёте Оттавского марафона.
В 2009 году стала третьей на Хьюстонском марафоне и второй на Оттавском марафоне.
В 2016 году отметилась победой на Детройтском марафоне.